# Stephostethus rufifrons
Stephostethus rufifrons is een keversoort uit de familie schimmelkevers (Latridiidae). De wetenschappelijke naam van de soort is voor het eerst geldig gepubliceerd in door Thomas Broun 1914.